# Señorío de Focea
El Señorío de la Antigua y Nueva Focea (en griego: Κύριοι Παλαιάς και Νέας Φώκαιας) fue uno de los feudos de la Casa de Zaccaria, señores de Quíos, aunque subordinado al Imperio bizantino, si bien con el tiempo parece haber funcionado de manera independiente, ya que fue sitiado por los propios bizantinos. La familia, aprovechó el favor del emperador y acumuló grandes riquezas y gobernó durante muchos años en la región.

## Historia
En el año 1275, Manuele Zaccaria fue a Constantinopla, donde logró ganarse la confianza del emperador Miguel VIII Paleólogo, quien le concedió la ciudad de Focea y las montañas circundantes, ricas en minas de alumbre. Con el tiempo, cerca de estas minas se fundó un asentamiento que estuvo destinado a alojar a los trabajadores y que se transformó en una ciudad fortificada e importante, llamada «Nueva Focea» para distinguirla de la Focea original, que se encontraba a dos horas de distancia. El feudo se debilitó considerablemente debido a un conflicto interno en la familia por el poder, especialmente entre los gobernadores Tedisio Zaccaria y Andriolo Cattaneo, durante el cual también fue destruida la ciudad de Focea.
En 1329, Andrónico III Paleólogo ocupó la antigua Focea, y el feudo de la familia quedó limitado a la Nueva Focea. Posteriormente, se dirigió también contra Nueva Focea, pero la ciudad fue entregada por su gobernador, Arrigo Tartaro. Tres días después, Cattaneo se sometió al emperador, quien le devolvió el feudo. En 1336, los bizantinos atacaron nuevamente el feudo, cuyo señor era entonces Domenico Cattaneo, quien había atacado algunas islas del mar Egeo en un intento por ponerlas bajo su dominio. Andrónico conquistó el feudo y lo devolvió una vez más a la familia, hasta que en 1341, tras una revuelta popular, los genoveses fueron expulsados de Focea.

## Señores de la Antigua y Nueva Focea
- 1275–1288 Manuele Zaccaria
- 1288–1304 Benedetto I Zaccaria
- 1304–1314 Benedetto II Zaccaria
- 1314–1331 Andriolo Cattaneo (se casó con Aeliana Zaccaria)
- 1331–1340 Domenico Cattaneo

## Gobernadores de la Antigua y Nueva Focea
- 1302–1307 Tedisio Zaccaria
- 1307 Nicolino Zaccaria
- 1307–1314 Andriolo Cattaneo
- 1329 Arrigo Tartaro